# Uteriporus
Uteriporus är ett släkte av plattmaskar som beskrevs av Bergendahl 1890. Uteriporus ingår i familjen Uteriporidae.
Släktet innehåller bara arten Uteriporus vulgaris.